# Hana (Hawaii)
Hana is een plaats (census-designated place) in de Amerikaanse staat Hawaï, en valt bestuurlijk gezien onder Maui County.
Nabij Hana ligt de Kahanu Garden, een botanische tuin die wordt beheerd door de National Tropical Botanical Garden.

## Demografie
Bij de volkstelling in 2000 werd het aantal inwoners vastgesteld op 709.

## Geografie
Volgens het United States Census Bureau beslaat de plaats een oppervlakte van
9,0 km², waarvan 5,6 km² land en 3,4 km² water. Hana ligt op ongeveer 39 m boven zeeniveau.

## Plaatsen in de nabije omgeving
De onderstaande figuur toont nabijgelegen plaatsen in een straal van 44 km rond Hana.